# Бразавил
Бразавил (фр. Brazzaville) је највећи и главни град Републике Конго и речно пристаниште у доњем току реке Конго. Са друге стране реке је главни град Демократске Републике Конго Киншаса. Бразавил има око 2.1 милион становника, док агломерација ова два града има око 9 милиона становника.
Значајније грађевине у граду су Базилика Свете Ане из 1949, Торањ Набемба и Конгресна палата.
Године 2013, Бразавил је UNESCO прогласио градом музике; од тада је такође члан Мреже креативних градова.

## Географија
Бразавил покрива велико подручје северно од реке Конго, одмах испод базена Малебо. Мбаму, велико острво у оквиру Пула, део је територије Републике Конго.
Бразавил је 506 kilometres (314 miles) у унутрашњости од Атлантског океана и приближно 474 km (295 mi) јужно од екватора. Град је општина која је одвојена од осталих региона републике; окружен је Пул департманом. Око града су велике равнице. Град је релативно раван и налази се на надморској висини од 317 metres (1.040 feet). Низводно река Конго има бројне брзаке, познате као водопади Ливингстон, који спречавају пловидбу узводно до ове тачке од њеног ушћа у Атлантик.
Киншаса, главни град Демократске Републике Конго, налази се на јужној обали Конга, директно наспрам Бразавила. Да би се направила разлика између две афричке земље које имају „Конго“ у својим именима, Република Конго се понекад назива Конго-Бразавил, за разлику од Конго-Киншаса. Киншаса је више од пет пута већа од Бразавила по популацији. Ово је једино место на свету где су се два национална главног града развила на супротним обалама реке, на видику један од другог.
У марту 2018. потписана је „Декларација из Бразавила“ за промовисање бољег управљања и очувања Централног слива, региона у басену Конга и првенствено у ДРК. То је највеће тропско тресетиште на свету, које се састоји од мочварних шума. Очување овог подручја је важно за опстанак мегафауне, а такође је критично за светску климу. Спаљивањем тресета ослободило би се превише угљеника и подигло би температуру Земље. Декларацију о очувању тресетишта као највеће светске копнене залихе органског угљеника потписале су Демократска Република Конго, Република Конго и Индонезија, која такође има тресетишта.

### Клима
Бразавил карактерише тропска влажна и сува клима. Његова влажна сезона, која траје од октобра до маја, дужа је од суве сезоне, која покрива преостале месеце. Најсушнији месеци у Бразавилу, јул и август, у просеку немају значајне падавине. Пошто се Бразавил налази јужно од екватора, његова сушна сезона почиње око „зимског” солстиција, а то је месец јун. Град има релативно сталне температуре током целе године.
| Клима Бразавила (аеродром Маја-Маја) 1961–1990, екстреми 1932–садашњост | Клима Бразавила (аеродром Маја-Маја) 1961–1990, екстреми 1932–садашњост | Клима Бразавила (аеродром Маја-Маја) 1961–1990, екстреми 1932–садашњост | Клима Бразавила (аеродром Маја-Маја) 1961–1990, екстреми 1932–садашњост | Клима Бразавила (аеродром Маја-Маја) 1961–1990, екстреми 1932–садашњост | Клима Бразавила (аеродром Маја-Маја) 1961–1990, екстреми 1932–садашњост | Клима Бразавила (аеродром Маја-Маја) 1961–1990, екстреми 1932–садашњост | Клима Бразавила (аеродром Маја-Маја) 1961–1990, екстреми 1932–садашњост | Клима Бразавила (аеродром Маја-Маја) 1961–1990, екстреми 1932–садашњост | Клима Бразавила (аеродром Маја-Маја) 1961–1990, екстреми 1932–садашњост | Клима Бразавила (аеродром Маја-Маја) 1961–1990, екстреми 1932–садашњост | Клима Бразавила (аеродром Маја-Маја) 1961–1990, екстреми 1932–садашњост | Клима Бразавила (аеродром Маја-Маја) 1961–1990, екстреми 1932–садашњост | Клима Бразавила (аеродром Маја-Маја) 1961–1990, екстреми 1932–садашњост |
| Показатељ \ Месец                                                       | .Јан.                                                                   | .Феб.                                                                   | .Мар.                                                                   | .Апр.                                                                   | .Мај.                                                                   | .Јун.                                                                   | .Јул.                                                                   | .Авг.                                                                   | .Сеп.                                                                   | .Окт.                                                                   | .Нов.                                                                   | .Дец.                                                                   | .Год.                                                                   |
| ----------------------------------------------------------------------- | ----------------------------------------------------------------------- | ----------------------------------------------------------------------- | ----------------------------------------------------------------------- | ----------------------------------------------------------------------- | ----------------------------------------------------------------------- | ----------------------------------------------------------------------- | ----------------------------------------------------------------------- | ----------------------------------------------------------------------- | ----------------------------------------------------------------------- | ----------------------------------------------------------------------- | ----------------------------------------------------------------------- | ----------------------------------------------------------------------- | ----------------------------------------------------------------------- |
| Апсолутни максимум, °C (°F)                                             | 37,5 (99,5)                                                             | 36,3 (97,3)                                                             | 37,5 (99,5)                                                             | 36,8 (98,2)                                                             | 37,3 (99,1)                                                             | 34,3 (93,7)                                                             | 33,8 (92,8)                                                             | 40,2 (104,4)                                                            | 39,5 (103,1)                                                            | 38,9 (102)                                                              | 35,8 (96,4)                                                             | 40,2 (104,4)                                                            | 40,2 (104,4)                                                            |
| Максимум, °C (°F)                                                       | 30,5 (86,9)                                                             | 31,3 (88,3)                                                             | 31,7 (89,1)                                                             | 31,8 (89,2)                                                             | 30,9 (87,6)                                                             | 28,4 (83,1)                                                             | 27,0 (80,6)                                                             | 28,5 (83,3)                                                             | 30,4 (86,7)                                                             | 30,8 (87,4)                                                             | 30,4 (86,7)                                                             | 30,2 (86,4)                                                             | 30,2 (86,4)                                                             |
| Просек, °C (°F)                                                         | 26,0 (78,8)                                                             | 26,4 (79,5)                                                             | 26,7 (80,1)                                                             | 26,8 (80,2)                                                             | 26,2 (79,2)                                                             | 23,8 (74,8)                                                             | 22,4 (72,3)                                                             | 23,6 (74,5)                                                             | 25,5 (77,9)                                                             | 26,1 (79)                                                               | 25,9 (78,6)                                                             | 25,8 (78,4)                                                             | 25,4 (77,7)                                                             |
| Минимум, °C (°F)                                                        | 21,4 (70,5)                                                             | 21,5 (70,7)                                                             | 21,7 (71,1)                                                             | 21,9 (71,4)                                                             | 21,6 (70,9)                                                             | 19,3 (66,7)                                                             | 17,8 (64)                                                               | 18,8 (65,8)                                                             | 20,6 (69,1)                                                             | 21,4 (70,5)                                                             | 21,4 (70,5)                                                             | 21,5 (70,7)                                                             | 20,7 (69,3)                                                             |
| Апсолутни минимум, °C (°F)                                              | 17,0 (62,6)                                                             | 14,5 (58,1)                                                             | 17,7 (63,9)                                                             | 18,6 (65,5)                                                             | 17,0 (62,6)                                                             | 12,7 (54,9)                                                             | 10,5 (50,9)                                                             | 10,3 (50,5)                                                             | 15,2 (59,4)                                                             | 13,7 (56,7)                                                             | 18,2 (64,8)                                                             | 17,7 (63,9)                                                             | 10,3 (50,5)                                                             |
| Количина падавина, mm (in)                                              | 160 (6,3)                                                               | 137 (5,39)                                                              | 167 (6,57)                                                              | 191 (7,52)                                                              | 118 (4,65)                                                              | 8 (0,31)                                                                | 3 (0,12)                                                                | 4 (0,16)                                                                | 34 (1,34)                                                               | 139 (5,47)                                                              | 261 (10,28)                                                             | 172 (6,77)                                                              | 1,394 (54,88)                                                           |
| Дани са падавинама (≥ 1.0 mm)                                           | 10                                                                      | 8                                                                       | 11                                                                      | 12                                                                      | 8                                                                       | 1                                                                       | 0                                                                       | 0                                                                       | 4                                                                       | 9                                                                       | 14                                                                      | 12                                                                      | 89                                                                      |
| Релативна влажност, %                                                   | 81                                                                      | 80                                                                      | 79                                                                      | 81                                                                      | 81                                                                      | 79                                                                      | 77                                                                      | 73                                                                      | 71                                                                      | 76                                                                      | 81                                                                      | 82                                                                      | 78                                                                      |
| Сунчани сати — месечни просек                                           | 171                                                                     | 167                                                                     | 192                                                                     | 181                                                                     | 177                                                                     | 141                                                                     | 127                                                                     | 133                                                                     | 145                                                                     | 152                                                                     | 157                                                                     | 154                                                                     | 1.897                                                                   |
| Извор #1: Deutscher Wetterdienst (humidity, 1951–1990)                  |                                                                         |                                                                         |                                                                         |                                                                         |                                                                         |                                                                         |                                                                         |                                                                         |                                                                         |                                                                         |                                                                         |                                                                         |                                                                         |
| Извор #2: Meteo Climat (record highs and lows)                          |                                                                         |                                                                         |                                                                         |                                                                         |                                                                         |                                                                         |                                                                         |                                                                         |                                                                         |                                                                         |                                                                         |                                                                         |                                                                         |

## Историја
Основао га је 1880. Пјер Саворган де Браза. Од 1898. Бразавил је главни град колоније Француски Конго. Године 1900, имао је око 5.000 становника, да би се овај број већао на 100.000 до 1950. Овде је накратко било седиште покрета Слободна Француска (France libre) октобра 1940. после немачке окупације Француске. У Другом светском рату био је центар за операције француских снага у Африци. Под руководством Шарла де Гола ту је одржана Конференција у Бразавилу 1944. на којој се разматрало будуће уређење француских колонијалних поседа.

## Привреда
Развијена је прехрамбена и тешка индустрија.

### Саобраћај
Железничком пругом Бразавил је спојен са градом и луком Поант Ноар на Атлантском океану. Има и међународни аеродром.

## Партнерски градови
- Ремс
- Дрезден[12]
- Киншаса
- Виндхук
- Дакар